# Pristiphora biscalis
Pristiphora biscalis är en stekelart som först beskrevs av Förster 1854.  Pristiphora biscalis ingår i släktet Pristiphora, och familjen bladsteklar. Det är osäkert om arten förekommer i Sverige.